# Festival de Salzburg
El Festival de Salzburg és un important festival de música i teatre, que se celebra a la ciutat austríaca de Salzburg, ciutat on va néixer Wolfgang Amadeus Mozart. És considerat un dels festivals d'aquest tipus amb més assistència del món.
El primer d'aquests festivals va tenir lloc el 1877 però va deixar-se de fer regularment des del 1910. El 1918, en acabar la Primera Guerra Mundial, va retornar la idea de realitzar un festival al voltant de la figura de Mozart. Això va ser possible amb l'impuls del poeta i dramaturg Hugo von Hofmannsthal, el compositor Richard Strauss, el director Max Reinhardt i el director d'orquestra Franz Schalk. L'objectiu principal del festival durant aquests primers anys era, no solament interpretar la música de Mozart, sinó també recollir fons per a la construcció d'un teatre propi del festival. El 1927 va ser inaugurat el Festspielhaus, que és el teatre d'òpera.
El repertori musical es concentra principalment en obres de Mozart i Strauss, però també els clàssics vienesos, Fidelio de Beethoven, o l'òpera bufa italiana. Més endavant es van anar afegint altres obres com Tristany i Isolda de Wagner o Falstaff de Verdi. Des de 1934 fins a 1937, Toscanini va dirigir un gran nombre de representacions.
Quan el partit nazi va arribar al poder a Alemanya, el festival va adquirir un nou rol, ja que reclutava aquells artistes que eren perseguits pel govern de Hitler. Aquest rol es va veure després reduït entre 1938 i 1944, car una gran quantitat d'aquests artistes es trobava exiliada, o preferia no fer presentacions sota el règim nazi. Malgrat tot, els organitzadors van aconseguir que el festival es continués realitzant durant tota la Segona Guerra Mundial.
A partir de 1946, el festival de Salzburg va començar a convertir-se en un símbol de la identitat cultural d'Àustria. Inclou almenys una òpera del segle xx en totes les seves edicions, i promou la innovació musical a través de la incorporació de nous directors i compositors.